# Constantin von Lossau
Johann Friedrich Constantin de Lossau (né le 23 juillet 1767 à Minden et mort le 16 février 1848 à Berlin) est un général d'infanterie prussien et théoricien militaire.

## Biographie

### Origine
Constantin est issu de la noble famille von Lossow du Brandebourg. Il est le fils du général prussien Matthias Ludwig von Lossow (de) (1717-1783) et de son épouse Charlotte Luise, née Schneider (1732-1812).

### Carrière militaire
Lossau commence sa carrière dans l'armée prussienne en 1781 en tant que caporal dans le 41e régiment d'infanterie von Woldeck. En 1785, il est promu au grade d'enseigne, mais se retire dès l'année suivante. Le 6 juillet 1787, il est réintégré dans l'armée au sein du 29e régiment d'infanterie "von Wendessen (de)". En 1788, il est promu sous-lieutenant et en novembre 1795, il devient premier lieutenant dans le 21e bataillon de fusiliers "von Stutterheim" de la brigade de fusiliers prussien-orientale. Après sa promotion au grade de capitaine d'état-major, Lossau devient lieutenant quartier-maître à l'état-major général. En tant que major, il prend part à la bataille d'Iéna en 1806 lors de la guerre de la Quatrième Coalition. En mai 1807, il rejoint l'état-major général du corps de Blücher.
Après un congé de trois mois, Lossau rejoint le général von Grawert fin décembre 1809. Au sein de l'état-major de ce dernier, il participe en 1812 à la campagne contre la Russie (de) aux côtés de la France. Lossau combat à Eckau, Olay, Klievenhof, Wollbund et Ruhenthal. Pour son action, Lossau reçoit la croix de la Légion d'honneur et l'ordre Pour le Mérite. En mars 1813, il est d'abord brièvement chargé des affaires en tant que commandant de Graudenz, puis à la fin du mois, il est transféré au corps de troupes qui doit englober Stettin. Au cours de la campagne d'Allemagne, Lossau est promu général de division en août 1814 et reçoit la croix de fer de 2e classe ainsi que l'ordre de Saint-Vladimir de 3e classe pour les combats de Magdebourg. Après la fin de la guerre, il est chef de brigade du corps d'armée prussien en France d'octobre 1815 à septembre 1818, puis commandant de la 15e division d'infanterie. Le 22 février 1820, il est nommé commandant de Graudenz et, à ce poste, Lossau obtient le 30 mars 1824 le caractère de lieutenant-général. Le 18 juin 1825, il est nommé commandant de la 2e division d'infanterie et en même temps nommé commandant de Dantzig, ce qui lui confère le brevet de son grade. Il rend sa division le 30 mars 1831, mais reste commandant de Dantzig. Le 11 juin 1833, Lossau reçoit son congé avec pension.
Après son départ, le roi lui rend hommage le 21 décembre 1836 en lui décernant l'ordre de l'Aigle rouge de 1re classe avec feuilles de chêne et le 3 janvier 1848 en lui conférant le caractère de général d'infanterie.
Après sa mort, le 21 février 1848, Lossau est enterré au cimetière des Invalides.
Encore en activité, il se distingue par ses réflexions analytiques sur l'histoire militaire et apporte par ses ouvrages une contribution scientifique très remarquée à l'histoire militaire, ou plutôt à son étude.

### Famille
Lossau se marie le 31 janvier 1800 à Görlitz avec Charlotte Rahel von Rostock, divorcée von Raschau (de) (1772-1830). Trois enfants sont nés de ce mariage :
- Friedrich August Konstantin (né en 1801), premier lieutenant prussien
- Bertha Philippine Luise (née en 1806) mariée en 1825 avec Karl Joseph Julius Christian Leopold von Biber-Palubicki, colonel prussien
- Cäcilie Charlotte Konstance (1809–1886) mariée en 1841 avec Ferdinand von Stülpnagel (1813–1885), général d'infanterie prussien

Deux autres fils sont morts en bas âge.
Sa belle-fille, issue du premier mariage de sa mère, Charlotte Emilie Henriette Sophie Friederike von Raschau (née en 1795), obtient en 1807 l'autorisation du roi de prendre le nom de von Lossau, elle se marie en 1817 avec Karl August Wilhelm von Wolffersdorff (de) (mort en 1820), major prussien et commandant du bataillon de fusiliers dans le 7e régiment d'infanterie.

## Travaux
- Der Krieg. Für wahre Krieger. Leipzig 1815.
- Ideale der Kriegführung in einer Analyse der größten Feldherren. Berlin 1836.
- Charakteristik der Kriege Napoleons. Karlsruhe und Freiburg 1843.